# Wjaczesław Semenow
Wjaczesław Mychajłowycz Semenow (ukr. В´ячеслав Михайлович Семенов, ros. Вячеслав Михайлович Семёнов, Wiaczesław Michajłowicz Siemionow; ur. 18 sierpnia 1947 w Kijowie, zm. 12 sierpnia 2022) – ukraiński piłkarz, grający na pozycji napastnika, a wcześniej pomocnika, reprezentant ZSRR, trener piłkarski.

## Kariera piłkarska

### Kariera klubowa
Wychowanek Szkoły Piłkarskiej Dynama Kijów. Pierwszy trener Jewhen Łemeszko. W 1966 rozpoczął karierę piłkarską w drużynie rezerwowej Dynama, a w następnym roku debiutował w podstawowej jedenastce. W maju 1969 przeszedł do Zorii Ługańsk. W 1973 powrócił do Dynama. Po sezonie 1975, w którym bronił barw Dnipra Dniepropetrowsk, powrócił do Zorii. W 1978 został piłkarzem SKA Kijów, w którym pełnił również funkcje trenera.

### Kariera reprezentacyjna
29 czerwca 1972 debiutował w reprezentacji ZSRR w meczu towarzyskim z Urugwajem, wygranym 1:0. Również w 1972 występował w składzie olimpijskiej reprezentacji ZSRR w turnieju finałowym Letnich Igrzysk Olimpijskich w Monachium.

## Kariera trenerska
Jeszcze będąc piłkarzem SKA Kijów rozpoczął karierę trenerską, łącząc funkcje piłkarskie i trenerskie. Po rundzie wiosennej został asystentem trenera, a potem po miesiącu już pracował na stanowisku głównego trenera. Kiedy w grudniu poszedł na urlop, został zmieniony przez Aleksiej Mamykin. Od 1978 pomagał trenować dzieci w Szkole Piłkarskiej Dynama Kijów.

## Sukcesy i odznaczenia

### Sukcesy klubowe
- mistrz ZSRR: 1967, 1968, 1972

### Sukcesy reprezentacyjne
- brązowy medalista Letnich Igrzysk Olimpijskich: 1972

### Odznaczenia
- nagrodzony tytułem Mistrza Sportu ZSRR: 1970